# Mielichhoferia serrata
Mielichhoferia serrata là một loài rêu trong họ Bryaceae. Loài này được Cardot & Herzog mô tả khoa học đầu tiên năm 1911.